# Монгольський національний історичний музей
Монгольський національний історичний музей (монг. Монголын үндэсний түүхий музей) — найбільший історичний музей Монголії, розташований у столиці країни Улан-Баторі.

## Загальні дані
Монгольський національний історичний музей розташований на вулиці Худалданий.
Заклад працює у вівторок від 10:00 до 14:30, решту днів тижня — від 10:00 до 16:00.

## Історія
Перший у Монголії музей — Монгольський народний музей — був заснований у 1924 році, й дав початок численним спеціалізованим музеям. Перші колекції та експозиції музею були складені за допомогою радянських вчених і дослідників А. Д. Симукова, В. І. Лісовського, П. К. Козлова, а також американського палеонтолога Роя Чепмена Ендрюса.
Сучасний Національний музей, створений об'єднанням історичного, археологічного та етнографічного відділень Центрального музею та Музею Революції в 1991 році, міститься у зведеній 1971 року будівлі колишнього Музею Революції.
У теперішній час Монгольський національний історичний музей вважається одним з найбагатших монгольських музеїв.

## Експозиція
Експозиція Монгольського національного історичного музею представляє історію Монголії від доби палеоліту до сучасності.
У музеї виставлено археологічний матеріал, світлини та схеми місць палеонтологічних знахідок, нумізматика, зброя, предмети побуту та культу. Однією з новійших експозицій є зібрання материалів розкопок 2000 року гробниці Більге-хана Богю (VIII століття).

## Галерея

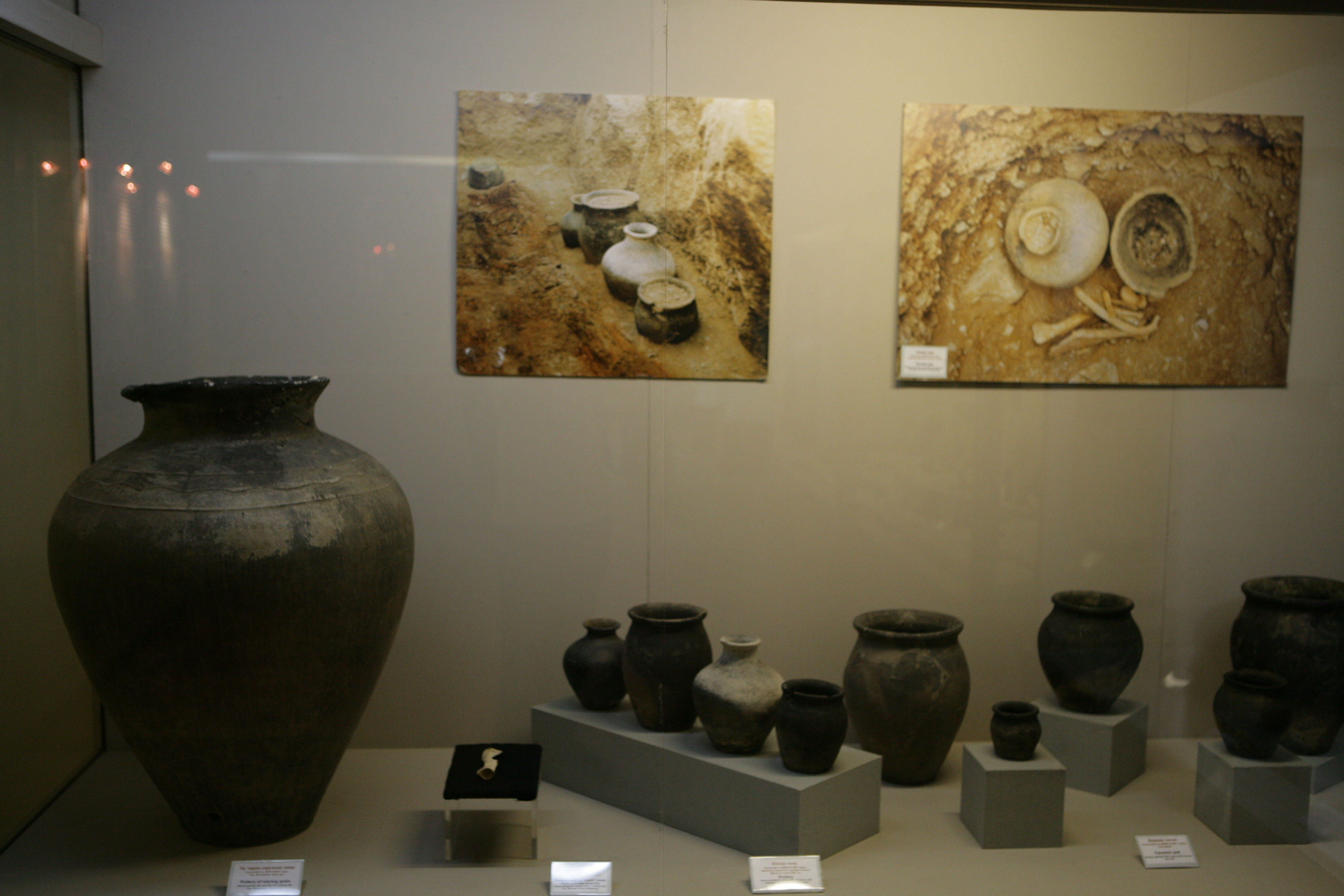
Давнє монгольське гончарство
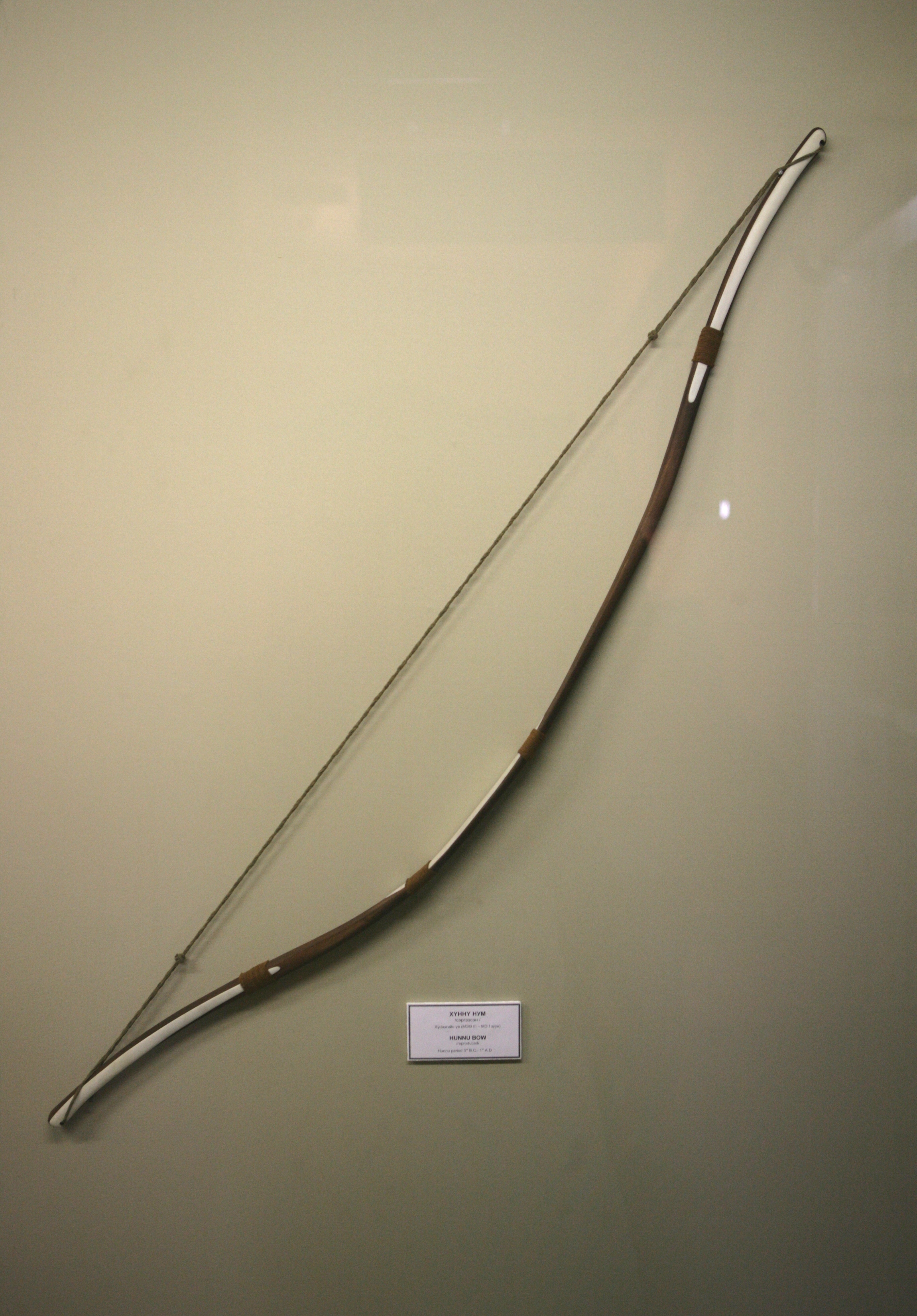
гуннський лук
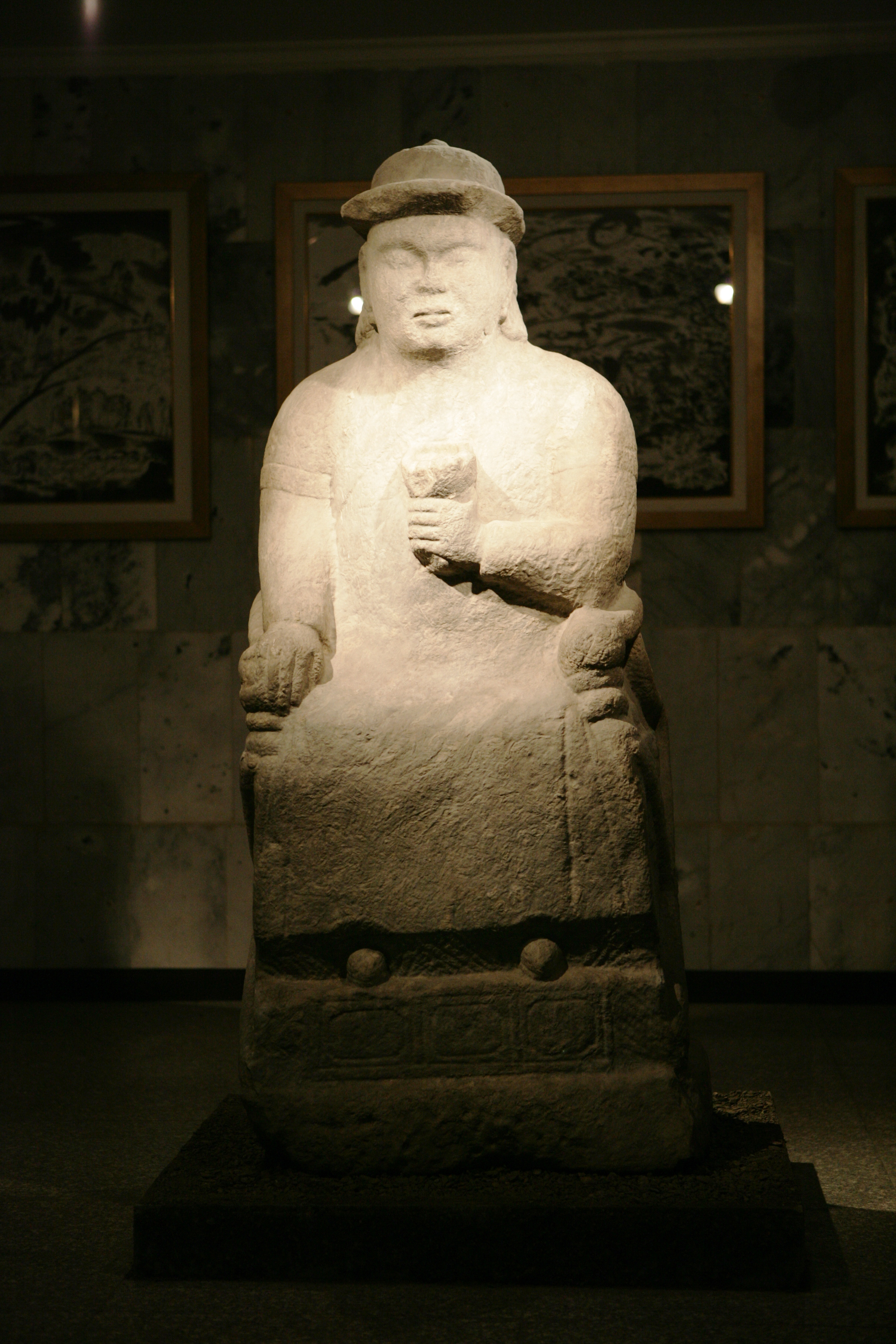
Скульптура монгола